# Loretta McNeil
Loretta McNeil (née le 10 janvier 1907 à Brooklyn et décédé le 24 février 1988 à San Mateo) est une athlète américaine spécialiste du 100 mètres. Elle était licenciée au Millrose Athletic Association.

## Biographie

### Palmarès
| Date | Compétition           | Lieu      | Résultat | Performance |
| ---- | --------------------- | --------- | -------- | ----------- |
| 1928 | Jeux olympiques d’été | Amsterdam | 2e       | 48 s 8      |

### Records
| Épreuve    | Performance | Lieu | Date |
| ---------- | ----------- | ---- | ---- |
| 100 mètres | 12 s 8      |      | 1928 |